# Тевкри
Тевкрите според древногръцката митология са народност населявала древна Троя.
Вероятно са част от т.нар. „морски народи“ в надписите на фараона на Древен Египет - Рамзес III.  Според други данни названието им е секер или зекер или още и чакара. 
След разрушаването на Троя се преселват в Кипър (където после били подчинени и асимилирани от елините) и в Палестина (където се „разтворили“ сред филистимляните).